# Paul Du Bois-Reymond
Paul Du Bois-Reymond, född den 2 december 1831 i Berlin, död den 7 april 1889, var en tysk matematiker, bror till Emil Du Bois-Reymond. 
Efter att ha varit knuten till universitetet i Heidelberg, först som repetent, senare som extra ordinarie professor, verkade Du Bois-Reymond som ordinarie professor, först i Freiburg (från 1870), senare i Tübingen (från 1874), och anställdes slutligen 1884 vid den tekniska högskolan i Berlin. Hans arbeten, som behandlar partiella differentialekvationer, särskilt deras geometriska tolkning, bestämda integraler, konvergens med mera, är dels uppsatser i Crelles "Journal", "Mathematische Annalen" och på andra ställen, dels enskilda monografier som Beiträge zur Interpretation der partiellen Differentialgleichungen mit drei Variabeln (1864) och Allgemeine Funktionentheorie, av vilket verk Du Bois-Reymond dock endast hann fullborda den första delen (1882). I sistnämnda verk polemiserar han skarpt mot den moderna aritmetiska behandlingen av de irrationella talen, genom vilken den gamla synen på dessa som förhållanden mellan sträckor överges.